# Galleria Kamel Mennour
La Galleria Kamel Mennour (Galerie Kamel Mennour) è una galleria d'arte parigina specializzata in arte contemporanea.

## Storia
Nel 1999 viene inaugurato il primo spazio 50, nel quartiere parigino di Saint-Germain-des-Près, al 60 di rue Mazarine. Dedicata alla fotografia contemporanea, la galleria Kamel Mennour presenta il lavoro di una generazione di artisti internazionali ancora poco conosciuti in Francia, come Larry Clark, Stephen Shore o Nobuyoshi Araki, accanto ad artisti più affermati come Pierre Molinier. Parallelamente, la galleria intraprende un lavoro di pubblicazione di cataloghi, a corredo di queste mostre. Ad oggi, più di quaranta cataloghi sono stati pubblicati da Kamel Mennour.
La galleria si afferma all'estero partecipando per la prima volta a Paris Photo nel 1999, alla FIAC  (Foire internationale d'art contemporain) nel 2000, quindi ad Art Basel nel 2003. Da allora è presente nelle più importanti fiere internazionali di arte contemporanea come Art Basel, FIAC e Art Basel Miami Beach.
Nel 2003, la galleria si è orientata maggiormente verso le arti visive con la promozione della giovane creazione contemporanea con un programma dedicato ad artisti riconosciuti. È in questa veste che Daniel Buren, Claude Lévêque, François Morellet e Martin Parr si sono gradualmente uniti alla galleria.
Nel settembre 2007 la galleria espande investendo in un nuovo spazio di 400 nel palazzo privato di La Vieuville (XVII secolo), situato in 47, rue Saint-André-des-Arts . Allestita dagli architetti Aldric Beckmann e Françoise N'Thépé, è stata inaugurata con una mostra monografica di Daniel Buren. Lo spazio iniziale di rue Mazarine è dedicato alla presentazione di progetti specifici. Nel 2022, la galleria ha quattro spazi espositivi a Parigi.
Negli anni successivi, la galleria ha continuato ad esporre alternativamente giovani artisti emergenti (Mohamed Bourouissa, Camille Henrot, Latifa Echakhch, Dario Escobar, Alicja Kwade) e artisti più affermati, tra cui Huang Yong Ping, Anish Kapoor, Tadashi Kawamata, Lee Ufan, Gina Pane o Martial Raysse.
Oltre alle mostre monografiche, vengono regolarmente organizzati dialoghi storici (Daniel Buren e Alberto Giacometti nel 2010, François Morellet e Kasimir Malevitch nel 2011), oltre a mostre collettive e tematiche, come " Lux Perpetua (2012), rivolgendosi al trattamento della luce di Delacroix ad Ann Veronica Janssens, o " L'immagine del pensiero (2013, a cura di Donatien Grau), dedicata all'utilizzo di slideshow da parte di artisti contemporanei.
La galleria anche collabora regolarmente con le istituzioni al fine di realizzare importanti progetti fuori le mura, come per Arca 2009 di Huang Yong Ping nella Cappella delle Belle Arti di Parigi, le mostre Monumenta di Anish Kapoor e Daniel Buren nel 2011 e 2012 al Grand Palais, o in occasione della Biennale di Venezia, con il padiglione francese di Claude Lévêque (2009), il padiglione israeliano di Sigalit Landau (2011), e il video Grosse fatica di Camille Henrot (2013), premiati con il Leone d'argento che contraddistingue l'artista più promettente.
In settembre 2013, la galleria raddoppia la sua area espositiva aprendo uno spazio al numero 6 di rue du Pont-de-Lodi, il cui volume permette di accogliere opere monumentali, come quelle presentate da Pier Paolo Calzolari, sotto una vasta vetrata tetto, rappresentante dell'Arte povera, per la sua inaugurazione.
Secondo Télérama, Kamel Mennour è a capo di una nuova generazione di galleristi, più aperti al mondo internazionale e meno dipendenti dal mondo istituzionale francese. È stato nominato Cavaliere delle Arti e delle Lettere nel 2010.
Nel 2021 la galleria sospende la sua collaborazione con l'artista visivo Claude Lévêque, accusato di pedofilia dallo scultore Laurent Faulon.

## Informazioni finanziarie
Al 30 settembre 2017, la galleria impiegava trentadue dipendenti. Il suo fatturato è stato di 27 360 300 € e il suo utile 1 210 100 €.

## Artisti rappresentati dalla galleria
La galleria rappresenta una quarantina di artisti.
| - Hicham Berrada - Mohamed Bourouissa - Maria Bovo - Daniele Buren - Pierpaolo Calzolari - Latifa Echakhch | - Darío Escobar (in) - Michele Francois - Alberto Garcia-Alix - Johan Grimonprez (in) - Camillo Henrot - Davide Hominal | - Huang Yong Ping - Alfredo Jar - Ann Veronica Janssens - Anish Kapoor - Tadashi Kawamata - Alicja Kwade | - Lee Ufan - Claude Levèque - Francois Morellet - Gina Pane - Martin Parr - Marziale Raysse | - Zineb Sedera - Miri Segal - Tadashi Yamaneko - Shen Yuan |

## Pubblicazioni
- (EN)  Daido Moriyama – Remix, Patrice Remy, éditions Kamel Mennour, 2012 - 2de édition / 2004 - 1re, 300 pages, ISBN 9-782914-171496
- (EN)  Latifa Echakhch, Jean-Christophe Ammann, Latifa Echakhch, Annabelle Gugnon, Bernard Marcadé, éditions Kamel Mennour, 2012, 360 pages, ISBN 978-2-914171-46-5
- (EN)  Martial Raysse - How the path is long, Martial Raysse, éditions Kamel Mennour, 2012, 40 pages, ISBN 978-2-914171-48-9
- (EN)  Alfredo Jaar - The Sound of Silence, Okwui Enwezor, éditions Kamel Mennour, 2012, 256 pages, ISBN 978-2-914171-40-3
- (EN)  Zineb Sedira - Beneath the Surface, Steven Bode, Coline Milliard, Hans Ulrich Obrist, Erik Verhagen, éditions Kamel Mennour, 248 pages, ISBN 978-2-914171-44-1
- (EN)  (AR)  (HE) , Sigalit Landau - One man's floor is another man's feelings, Jean de Loisy, Hadas Maor, Chantal Pontbriand, Matanya Sack, Ilan Wizgan, éditions Kamel Mennour, 2011, 248 pages, ISBN 978-2-914171-41-0
- (EN)  Kazimir Malevitch & François Morellet / Carrément, éditions Kamel Mennour, Bernard Marcadé, Jean-Claude Marcadé, François Morellet, Serge Lemoine, éditions kamel mennour, Paris, 2011, 176 pages, ISBN 978-2-914171-42-7
- (EN)  (ZH) ,Huang Yong Ping, Wu Zei, Jérôme Alexandre, Marie-Claude Beaud, Marie-Laure Bernadac, Robert Calcagno, Fei Dawei, Jean de Loisy, Huang Yong Ping, Arnaud Laporte, Richard Leydier, Jean-Hubert Martin, Jessica Morgan, Gilles A. Tiberghien, éditions Kamel Mennour & Nouveau Musée National de Monaco, Paris, 2011, 200 pages, ISBN 978-2-914171-39-7
- (EN)  Johan Grimonprez, It's a poor sort of memory that only works backwards, Herman Asselberghs, Catherine Bernard, Jorge Luis Borges, Chris Darke, Jodi Dean, Thomas Elsaesser, Johan Grimonprez, Asad Ismi, Alvin Lu, Tom McCarthy, Florence Montagnon, Dany Nobus, Hans Ulrich Obrist, Vrääth Öhner, Mark Peranson, Alexander Provan, John Rumbiak, Simon Taylor, Eben Wood, Slavoj Žižek, Hatje Cantz (trade edition), 2011, 354 pages, ISBN 978-3-7757-3130-0
- (EN)  Marie Bovo, Sitio", Marie Bovo, Régis Durand, Richard Leydier, éditions Kamel Mennour, 2010, 144 pages, ISBN 978-2-914171-38-0
- Daniel Buren & Alberto Giacometti, Œuvres contemporaines, 1964-1966, Daniel Buren, Véronique Wiesinger, Bernard Blistène, éditions Kamel Mennour, 2010, (EN)   (1st edition) & (EN)  (AR)  (2d edition), 144 pages, ISBN 978-2-91417-136-6 (1st edition) / ISBN 978-2-914171-37-3 (2d edition)
- (EN)  Yona Friedman, Drawings & Models / Dessins & Maquettes, Yona Friedman, éditions kamel mennour, Les presses du réel, Paris, 2010, 1040 pages, ISBN 978-2-84066-406-2
- (EN)  Tadashi Kawamata, Tree Huts, Jonathan Watkins, Martin Friedman, Guy Tortosa, éditions Kamel Mennour, 2010, 272 pages, ISBN 978-2-914171-34-2
- Pierre Molinier – Monographie, Jean-Luc Mercié, éditions Kamel Mennour, Les Presses du réel, 2010,  (1st edition) & (EN)  (2d edition), 400 pages, ISBN 978-2-84066-338-6 & ISBN 978-2-84066-371-3
- Huang Yong Ping, Myths, Jean de Loisy, Gilles A. Tiberghien, Richard Leydier, éditions Kamel Mennour, 2009, 192 pages, ISBN 978-2-914171-33-5
- Alberto Garcia-Alix / Daido Moriyama, Far from Home, éditions Kamel Mennour, 2008, 144 pages, ISBN 978-2-914171-30-4
- Yona Friedman / Camille Henrot – Réception / Transmission, éditions Kamel Mennour, Paris Musées, Collections de Saint-Cyprien, Paris, 2007, 144 pages, ISBN 2-914171-29-3 OCLC 671572350
- Marie Bovo - Nox, éditions Kamel Mennour, Paris Musées, 2007, e93 pages, ISBN 978-291417128-1
- Alberto Garcia-Alix – No me sigas… estoy perdido, éditions Kamel Mennour, No Hay Penas, La Fabrica Editorial, Paris Musées, Paris, 2006, 171 pages, ISBN 84-96466-47-7 OCLC 76858331
- (EN)  , Zineb Sedira - Saphir, éditions kamel mennour, The Photographers’ Gallery, Paris Musées, Paris, 2006, 88 pages, ISBN 2-914171-26-9
- Peter Granser – Coney Island, éditions Kamel Mennour, Paris Musées, Hatje Cantz Verlag et Les presses du réel, Paris, avril 2006, 100 pages, ISBN 2-914171-24-2
- (EN)  , Peter Granser – Alzheimer, éditions Kamel Mennour, Paris Musées and Les presses du réel, Paris, 2006, 95 pages, ISBN 2-914171-19-6
- (EN)  , Gary Lee Boas – New York Sex 1979-1985, éditions Kamel Mennour, décembre 2003, 240 pages, ISBN 2-914171-16-1
- (EN)  , Christine Macel, Danny Lyon – Forty Years éditions Kamel Mennour, 2003, 98 pages, ISBN 291417114-5
- (EN)  , Annie Leibovitz, éditions Kamel Mennour, 2001, 46 pages, ISBN 2-914171-08-0 (BNF 39050531)
- Objectif Picasso, éditions Kamel Mennour, 2001, 162 pages, ISBN 2-914171-05-6